# ドイツ・グラモフォン
ドイツ・グラモフォン（独: Deutsche Grammophon）は、1898年12月にドイツ・ハノーファーで創設された、世界でもっとも長い歴史を持つクラシック音楽のレコードレーベルである。「イエロー・レーベル」と俗称される。ドイツ国内で文学作品の朗読作品を制作して発売している（独: Deutsche Grammophon Literatur）。

## 歴史
創設者は、円盤レコードの発明者でもあるエミール・ベルリナーである。1898年にベルリナーが自身の生まれ故郷で、英グラモフォンの子会社として設立。SP盤時代はカルーソー、シャリアピン、メルバなど、20世紀前半の代表的な歌手を擁して音楽性のレパートリーを広げた。
1941年にシーメンス (Siemens & Halske) が英グラモフォンの資本を取得し、ドイツ資本の会社となる。1962年にオランダフィリップスの音楽部門であるフィリップス・レコード（フォノグラム）と業務提携し、DGG/PPIグループを形成する。
1971年に米コロムビアや英EMIなど競合会社に対抗するため、シーメンスとフィリップス両者合弁の持ち株会社としてポリグラムを設立し、フォノグラムとともに傘下となる。
1980年代、ポリグラムの事業拡張の失敗で、グラモフォンは苦境に陥るが、フィリップスがソニーとともに開発したコンパクトディスク (CD) の市場拡大とともに業績を回復する。ハノーファーのCD工場は当時の世界最大規模を誇っており、高い品質で評価されたとされる。
1987年にシーメンスは、事業再構築の一環としてポリグラムの株をフィリップスへ売却し、音楽事業から撤退した。
1999年にグラモフォンは、ポリグラムとともにシーグラム社が買収し、ユニバーサル ミュージックの一部門として再編され、2000年にヴィヴェンディへ売却された。

## 保有レーベル
グラモフォンが擁するレーベルは、ドイツ・グラモフォン (DGG) 、デッカ・レコード、オワゾリール、アルヒーフ（バロック音楽を中心とする古楽の専門レーベル）などがある。ポリグラム傘下にあったフィリップス・クラシックスとECMも同じくユニバーサル ミュージック グループ内で活動している。
日本では、日本グラモフォンが販売をしていたが、日本ビクター音楽レコード事業部→ビクター音楽産業→ビクターエンタテインメント（現：JVCケンウッド・ビクターエンタテインメント）を経て1999年以後はフィリップス（フォノグラム）レコードと共に、ユニバーサル ミュージック ジャパンが販売している。

## グラモフォンで録音している音楽家
以下一覧中、各項目ごとに姓の五十音順。デッカ/ロンドンは除く。

### 指揮者
- クラウディオ・アバド
- 小澤征爾
- イヴァン・フィッシャー
- ジョン・エリオット・ガーディナー（アルヒーフにも数多く録音）
- ヘルベルト・フォン・カラヤン
- ラファエル・クーベリック
- カルロス・クライバー
- エサ＝ペッカ・サロネン
- ジュゼッペ・シノーポリ
- カルロ・マリア・ジュリーニ
- チョン・ミョンフン
- クリスティアン・ティーレマン
- 西本智実
- レナード・バーンスタイン
- ダニエル・ハーディング
- ダニエル・バレンボイム（ピアニストとしても数多く録音）
- トレヴァー・ピノック（アルヒーフ）
- ピエール・ブーレーズ
- フェレンツ・フリッチャイ
- ヴィルヘルム・フルトヴェングラー
- ミハイル・プレトニョフ
- カール・ベーム
- ポール・マクリーシュ（アルヒーフ）
- マルク・ミンコフスキ（アルヒーフにも数多く録音）
- エフゲニー・ムラヴィンスキー
- オイゲン・ヨッフム
- フェルディナント・ライトナー
- カール・リヒター （アルヒーフにも数多く録音）
- ジェームズ・レヴァイン

### オーケストラ
- ウィーン・フィルハーモニー管弦楽団
- ベルリン・フィルハーモニー管弦楽団
- シュターツカペレ・ベルリン
- シュターツカペレ・ドレスデン
- ミュンヘン・フィルハーモニー管弦楽団
- バイエルン放送交響楽団
- バイエルン国立管弦楽団
- アムステルダム・コンセルトヘボウ管弦楽団
- フランス国立管弦楽団
- ミラノ・スカラ座管弦楽団
- ロンドン交響楽団
- フィルハーモニア管弦楽団
- BBC交響楽団
- マリインスキー劇場管弦楽団
- サンクトペテルブルク・フィルハーモニー交響楽団
- ニューヨーク・フィルハーモニック
- ボストン交響楽団
- クリーヴランド管弦楽団
- シカゴ交響楽団
- メトロポリタン歌劇場管弦楽団
- アンサンブル・アンテルコンタンポラン
- オルフェウス室内管弦楽団
- グルベンキアン管弦楽団

### 弦楽四重奏団
- アマデウス弦楽四重奏団
- ラサール弦楽四重奏団
- メロス弦楽四重奏団
- ハーゲン弦楽四重奏団
- エマーソン弦楽四重奏団

### ピアニスト
- マルタ・アルゲリッチ
- エミール・ギレリス
- エレーヌ・グリモー
- フリードリヒ・グルダ
- ヴィルヘルム・ケンプ
- リーリャ・ジルベルシュテイン
- ルドルフ・ゼルキン
- クリスティアン・ツィマーマン
- マリア・ジョアン・ピレシュ
- ミハイル・プレトニョフ
- ラファウ・ブレハッチ（2007年、デビュー盤をリリース）
- マウリツィオ・ポリーニ
- アルトゥーロ・ベネデッティ・ミケランジェリ
- ユンディ・リ
- スヴャトスラフ・リヒテル
- ヴァーシャーリ・タマーシュ
- ラン・ラン
- ヴィキングル・オラフソン
- ジャンルカ・カシオーリ
- アナトール・ウゴルスキ
- スタニスラフ・ブーニン（1987年、デビュー盤をリリース）
- アリス=紗良・オット
- ベンヤミン・ヌス
- ユジャ・ワン
- チョ・ソンジン
- 藤田真央
- 辻󠄀井伸行
- 陳宇鵬(2025年7月18日加入)

### ヴァイオリニスト
- ギドン・クレーメル
- 五嶋龍
- 庄司紗矢香
- オーギュスタン・デュメイ
- ヒラリー・ハーン
- クリスチャン・フェラス
- ヴォルフガング・シュナイダーハン
- シュロモ・ミンツ
- ニコラ・ベネデッティ
- ナタン・ミルシテイン
- アンネ＝ゾフィー・ムター

### チェリスト
- ピエール・フルニエ
- ミッシャ・マイスキー
- ムスティスラフ・ロストロポーヴィチ
- ジャン・ワン

### フルーティスト
- パトリック・ガロワ
- オーレル・ニコレ

### その他の奏者
- ナルシソ・イエペス（ギタリスト）
- アンサンブル・ウィーン=ベルリン（木管五重奏団）
- ラヴィ・シャンカール（シタール奏者）

### 歌手
- ディートリヒ・フィッシャー=ディースカウ
- アンナ・ネトレプコ
- フリッツ・ヴンダーリヒ
- スティング（『ソングズ・フロム・ザ・ラビリンス』）

## 関連会社
- ベルリーナ・グラモフォン